# ولسوالی وته‌پور
وته‌پور  یکی از ولسوالی‌های ولایت کنر در شمال خاوری افغانستان است. مردم این ولسوالی به زبان ترگامی که از شاخه جنوبی زبان‌های نورستانی کامکاتاویری شاخه هندواروپایی است، صحبت می‌کنند.
این ولسوالی کوهستانی است و دارای ۶۰ روستای بزرگ و کوچک است. جمعیت آن در سال ۲۰۲۲ حدود ۶۰۰۰۰ نفر تخمین زده شده است. دگان، صافی، رنگاخل، شربخیل، نانخیل، دوشاخل، کوهستانی، صیدان معدود اقوام ساکن در این مکان زیبا هستند. ولسوالی وته‌پور دارای یک دبیرستان است که در بخش جنوبی منطقه واقع شده است. روستاها در میان دره‌ها و یا در میان کوه‌های مرتفع قرار گرفته‌اند که مسیرشان به مرکز - اسعدآباد دشوار و سخت  یا راه ندارند و رسیدن به برخی از روستاها یک روز طول می‌کشد. یک کلینیک پزشکی در شمال قطر کالا وجود داشت که توسط نیروهای بین‌المللی کمک به امنیت ساخته شده بود تا اینکه توسط ستیزه‌جویان محلی ویران شد.
این ولسوالی توسط رودهای پچ (شرق-غرب) و ترگامی (شمال-جنوب) به دو نیم تقسیم شده است. مرکز منطقه، روستای وته‌پور، در نزدیکی محل اتصال این دو رود قرار دارد. دره ترگامی در جنوب وسیع و کشاورزی و در شمال باریک و کوهستانی است.
اکثر ساکنان این ولسوالی پشتون هستند. در انتهای شمالی دره ترگامی، سه روستای نورستانی وجود دارد که به زبان منحصر به فرد ترگامی صحبت می‌کنند. در شمال این ولسوالی ولسوالی وایگل در ولایت نورستان قرار دارد که ساکنان آن به زبان نورستانی وایگالی (یا کلاشا) صحبت می‌کنند. روستای وته‌پور قبلاً محل سکونت گویشوران بود. روستای قطر کالا، در غرب منطقه، هنوز به گویش واتاپوری صحبت می‌کند.
نیروهای ائتلاف ساخت جاده آسفالت شده رود پیچ را در این منطقه در سال ۲۰۰۸ تکمیل کردند. این جاده در امتداد ساحل شمالی رود پچ قرار دارد.